# آسیاب بادی پانمون

نموداری از توربین پانمون که پانل های بادگیر آن طوری چیده شده اند که هنگام حرکت بر خلاف نیروی رانش باد به سمت باد و هنگام حرکت در سمت پایین برای مهار حرکت باد به سمت باد بچرخند.

آسیاب بادی پانمون یک نوع توربین بادی با محور عمودی است. دارای یک محور چرخشی است که به صورت عمودی قرار گرفته است، در حالی که تیغه های بادگیر به موازات باد حرکت می کنند. در این آسیاب محور یک توربین بادی با محور افقی (HAWT) به سمت جهت باد قرار دارد در حالی که پره‌های آن در زاویه قائمه نسبت به نیروی رانش باد حرکت می‌کنند. این یک نوع آسیاب بادی ابتدایی است.  در واقع آسیاب پانمون بیشتر به نیروی کشش (drag) وابسته است
در مقابل، پره‌های توربین بادی با محور افقی (HAWT) از نیروی بالابر (lift) استفاده می‌کنند. نیروی بالابر به نیرویی اشاره دارد که به دلیل اختلاف فشار در دو طرف پره‌ها ایجاد می‌شود و باعث می‌شود پره‌ها به سمت بالا حرکت کنند. این نوع طراحی باعث می‌شود که توربین‌های HAWT کارایی بیشتری داشته باشند و بتوانند انرژی باد را به طور مؤثرتری تبدیل کنند.

از نظر تاریخی ، اولین دستگاه بادی شناخته شده، توسط ایرانیان ساخته شده که آن طراحی پانمون بوده است. این طراحی شامل دیواری با شکاف‌هایی است که دور یک محور عمودی قرار دارد و دارای چهار تا هشت بادبان پارچه‌ای است. هنگام وزش باد ، بادبان‌ها محور را می‌چرخاندند که آن ها نیز به آسیاب‌های غلات یا نوعی دستگاه حمل و نقل آب متصل بود (اگرچه اطلاعات از جزئیات مکانیسم این دستگاه اندک است) . 
سفرنامه های متعددی از چینی ها، بودایی ها و جغرافیدانان اسلامی مثل علی بن حسین مسعودی و اصطخری به وجود چنین آسیاب بادی هایی در مناطق خواف، قوهستان، سیستان، نیمروز و دروازه دیلم( نواحی منجیل) اشاره کردند و از وجود آنها حیرت کردند. در نتیجه،  این امر بدیهی است که اکثر مورخین عرب مسلمان منشأ آسیاب بادی های اسلامی را از ایرانیان میدانند.
اولین نشانه از این آسیاب های بادی را میشود در سفرنامه جهانگردان چینی در سفر به مناطق شرقی ایران کنونی در حدود قرن ۲ ق.م تا قرون ۲-۳ میلادی یافت. بعد ها به واسطه فتح بین النهرین توسط ایرانیان، امپراطوری بیزانس با این نوع مهندسی آشنا شده و در حدود قرن ۸-۹ میلادی شاهد ساخت آسیاب بادی هایی شبیه تر به شکل امروزی آنها هستیم.